# 中島健 (工学者)
中島 健（なかじま けん、1957年 - ） は、日本の原子力工学者。京都大名誉教授。元日本原子力学会会長。

## 人物・経歴
札幌生まれ。北海道札幌旭丘高等学校を経て、1982年北海道大学大学院工学研究科修士課程修了、日本原子力研究所研究員。1996年日本原子力研究所副主任研究員。1998年北海道大学大学院工学研究科博士課程修了、博士（工学）。2003年京都大学原子炉実験所助教授。2008年京都大学原子炉実験所教授。2020年日本原子力学会会長。2023年京都大学名誉教授。